# 利率衍生品
利率衍生品是一种與利率有關的金融衍生工具，例如利率期货、利率期权、利率交換均屬於利率衍生品。利率衍生品市场是全球最大的金融衍生市场。